# Willem Hendrik Warnsinck

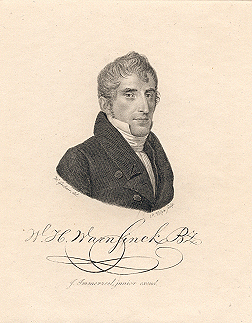
W.H. Warnsinck

Willem Hendrik Warnsinck (Amsterdam 4 oktober 1782 - Amsterdam 19 oktober 1857), was een Nederlands dichter en schrijver.
Hij was lid van de Maatschappij tot Nut van 't Algemeen en mede-oprichter van de ’Evangelische Maatschappij Liefde en Vrijheid’. In 1823 was hij in Leeuwarden samen met W.H. Suringar en J.L. Nierstrasz medeoprichter van het Nederlandsch Genootschap tot Zedelijke Verbetering der Gevangenen.
Op zijn buitenverblijf Willemsoord onder Overveen had hij omgang met Isaäc Jan Alexander Gogel en leerde daar Hendrik Tollens kennen, met wien hij bijzonder bevriend was

## Werken

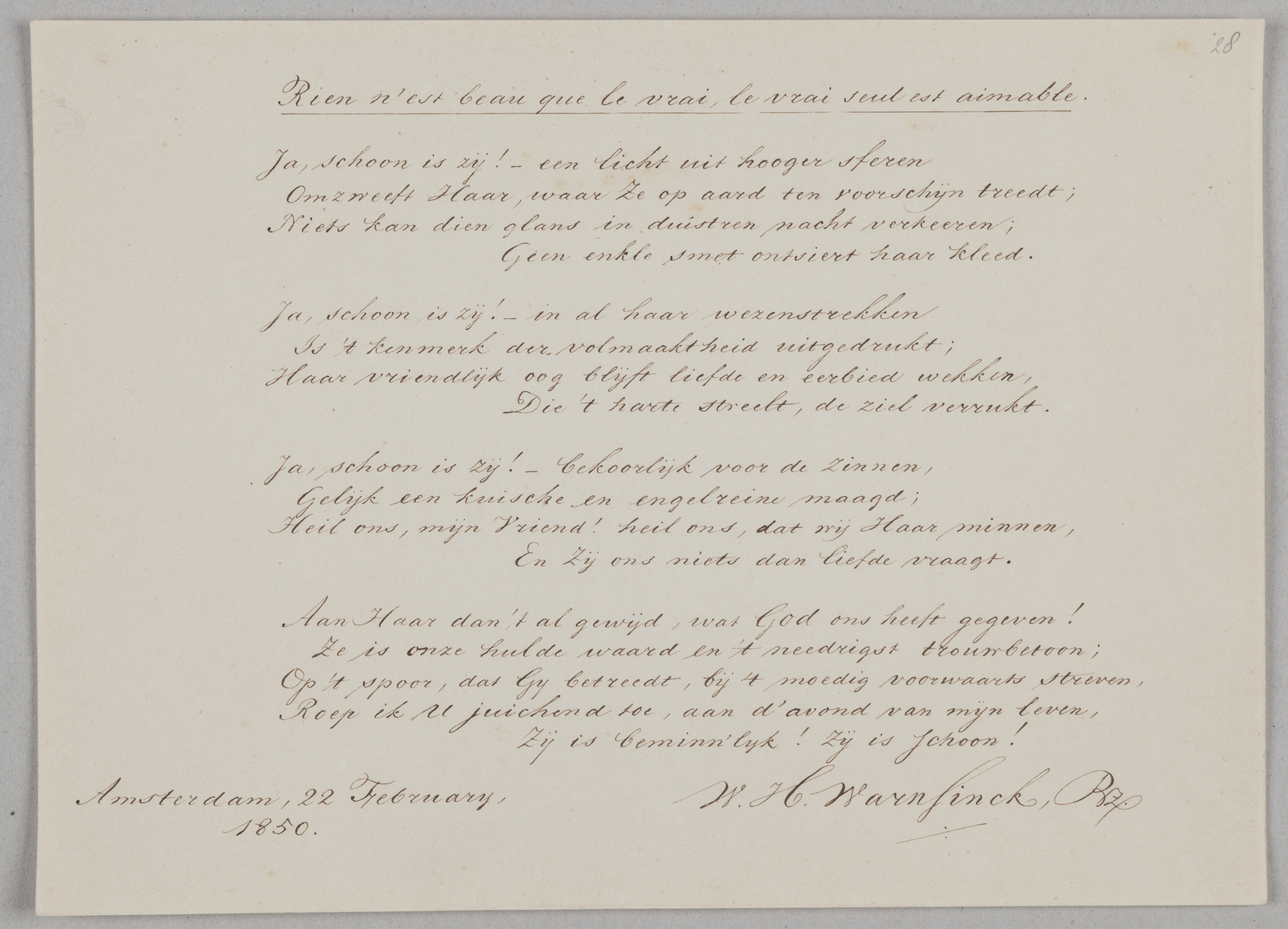
Autograaf van Warnsinck (1850)

- Opwekking aan mijne landgenooten, dichtstuk, Amst. 1815;
- Het vaderland, het waardigste voorwerp der schilderkunst, dichtstuk, Amst. 1818;
- Lofdicht op de Maatschappij van Weldadigheid, op achterzijde unieke plaquettepenning door A. Bemme  in Teylers museum TMNK02607 1818
- De ontkoming van Hugo de Groot uit Loevestein, (toneel), Amst. 1821;
- Proeve van gewijde poezij, Amst. 1821; Pieter Dirkszoon Hasselaar in 1573, (toneel), Amst. 1821;
- Nathan van Geneve, (toneel), Amst. 1824;
- De weduwe van Albrecht Beijling, of de verjaardag van de teregtstelling van haren echtgenoot, dram. tafereel, 1827;
- De Toekomst, in drie zangen, Leeuw. 1827;
- Gedichten, Amst. 1828; Bardenzang, Amst. 1831;
- Slag op de Zuiderzee in 1573 of de twee stuurlieden, Geschiedk. vaderl. toneelspel, Amst. 1831;
- Aan J.C. Koopman, kap. ter zee, enz. Amst. 1833;
- Scipio en de Spaansche Bruid, (toneel) Amst. 1833;
- Vertellingen, romancen en andere stukken (naar het Hoogd.), Amst. 1835;
- De dood van Willem I, treurspel, Amst. 1836; Alanghoe, (toneel), Amst. 1838;
- Adam Scheffer, of de bevrijding van het Inn-dal, Amst. 1843; Lorenzo en Blanca. Romantisch gedicht in drie zangen, Amst. 1839;
- De vraag: Behoort het stelsel van afzondering ook op vrouwelijke veroordeelden te worden toegepast? toestemmend beantwoord, Amst. 1847;
- Feestzang bij de opening van de tiende algemeene vergadering van het Nederlandsch Onderwijzers-Genootschap, Tiel 1854;
- Uit den vreemde. Poëzij, 2e druk, Amst. 1857.
- Met Petronella Moens gaf hij uit: Waarheid en Verdichting, 2 stukjes, Amst. 1828, met J. Decker Zimmerman: Petronella Moens, Amst. 1843
- Met M.W. Luteer: Het 50jarig bestaan van het Amsterd. genootschap: Ter bevordering der koepokinenting voor minvermogenden herdacht op 1 Nov. 1853, Amst. 1853.
- Verder bijdragen in jaarboekjes en tijdschriften en een gedicht op het 200jarig bestaan der Utrechtsche Hoogeschool (met goud bekroond).